# Lovegety
A Lovegety  – a tamagotchi „utódjaként” –  egy partnerkereséshez használatos alkalmatosság, amely a ’90-es évek végén nagy népszerűségnek örvendett Japánban, ahol több mint 1,3 millió darabot adtak el belőle, elsősorban a tinédzser korosztálynak. Az eszköz jellegzetessége az volt, hogy a használója közvetlen közelében (15 láb, azaz kb. 5 méteres körzetben) keresett neki lehetséges partner(ek)et, a Lovegety tulajdonosának preferenciái alapján.

## Története

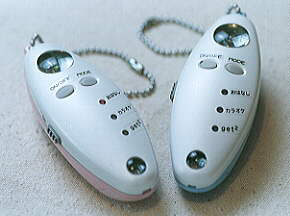

A Lovegety-t 1998-ban dobták piacra Japánban, elnevezése két szó (love és get) összetételéből származik, utalva a készülék funkciójára.  A készítője, Takeya Takafuji szerint találmányával az ismerkedés nehézségein szeretne segíteni a visszahúzódó, félénk fiataloknak. A Lovegety-t valóban hatalmas érdeklődés övezte, mivel már megjelenésekor, 1998 februárjában több százezer darab fogyott belőle. Ráadásul szinte bárki megengedhette magának, hiszen ára mindössze nagyjából 21$ volt. 

## Használata, funkciói
A Lovegetyből két változatban volt elérhető: kékben a fiúknak, a lányoknak pedig rózsaszínben, ami magasabb hangon jelzett. Az eszközön három különböző beállítás volt, attól függően, hogy ki milyen céllal keres partnert: 
- „let’s just chat” – azaz csak beszélgetésre,
- „let’s go sing some karaoke” – bulizáshoz, karaokezni,
- „get2” illetve „looking for love” – azoknak, akik társat keresnek.

A szerkentyű rádióhullámokat bocsátott ki, melyeket csak a közelben lévő, ellenkező nemű Lovegety-készülékek tudtak fogadni. A Lovegety fénnyel és csipogással jelezte gazdájának, ha az ötméteres hatókörben belül valaki ugyanazzal a beállítással tartózkodik, pontosabban a készülék zölddel világít, ha a lehetséges partner ugyanarra állította be Lovegety-jét, illetve pirossal, ha valamelyik másik módra. A párkeresés ”gépesítése” felkeltette a japán fiatalok érdeklődését, és a többség hasznosnak is találta, mert szert tehetnek új barátokra, valamint segít leküzdeni a japán fiúkra jellemző szégyenlősségét is. A kezdeti népszerűség miatt tervezték akkoriban a Lovegety fejlesztését is, például a hatókörzet növelésével; avagy az elérhető három alapbeállítás mellé újabbakkal bővíteni, úgymint vacsora vagy filmezés, mozi.

## Hatása
1998 körül a social média még gyerekcipőben járt, a Lovegety volt az első olyan kísérlet, amely egy társkereső szolgáltatást próbált a számítógépről a valóságba átültetni. Nem sokkal később több hasonló jellegű ismerkedési rendszert is létrehoztak, azonban ezeket már inkább mobiltelefonra optimalizálva, mint például: toothing, bluedating, wireless dating/ widating. A Lovegety-t tekinthetjük a valós idejű, tartózkodási hely alapú, ismerkedős-randizós alkalmazások elődjének, ám hasonló app még napjainkban is létezik: a StreetSpark, amely gyakorlatilag a Foursquare rendszerére épül.